# Apologia cristiana
L'apologia cristiana és l'àrea de la teologia que s'especialitza a fer servir arguments racionals per defensar i difondre el cristianisme.
Els apologistes cristians defensen el seu punt de vista mitjançant evidència històrica, arguments filosòfics, evidència científica, raonament lògic, entre d'altres. Tot i que alguns creacionistes són considerats apologistes, generalment són una minoria en aquesta àrea de la teologia.
L'apologia cristiana ha evolucionat durant diversos segles. Es remunta a l'apòstol Pau, i inclou cèlebres filòsofs medievals com Agustí d'Hipona. En les apologies apareixen els temes centrals del pensament cristià: la idea de Déu, la idea de creació, la concepció de l'home, el lloc de l'home en el món o el lloc que han d'ocupar els cristians en l'Imperi. En algunes d'estes apologies apareix, a més a més, una valoració positiva del pensament grec, sobretot del platònic, com a antecedent o preparació per al pensament cristià.
Alguns apologistes moderns van ser C.S. Lewis i G. K. Chesterton. En el present, alguns apologistes destacats són el filòsof i teòleg William Lane Craig i el cèlebre biòleg genetista Francis Collins, exdirector del Projecte Genoma Humà.

## Apologistes moderns
Entre els apologistes cristians moderns (segle xix a segle xxi), alguns dels més destacats són: catòlics com G. K. Chesterton, Ronald Knox, Frank Morera, Karl Keating i el Dr Scott Hahn. D'altres denominacions, hi ha l'evangèlic Norman Geiser, l'anglicà C. S. Lewis (popular pel seu Trilema (en)), el luterà John Warwick Montgomery, el presbiterià Francis Schaeffer.
Actualment, alguns apologistes utilitzen llocs d'internet com YouTube o Facebook per difondre el seu missatge.

## Història
L'apologia cristiana va néixer de la necessitat que la religió cristiana adoptés una base racional hel·lenística. Això va suposar un avantatge sobre les religions paganes, les quals es basaven en poemes èpics com l'Eneida o la Ilíada, que no tenien una teologia racional.
Alguns dels primers apologistes cristians van ser Justí el Màrtir (100 - 165 AC), Orígenes (~ 185 - ~ 250 DC), i l'autor de l'epístola A Diogneto, una molt important obra de l'apologia cristiana primerenca. Agustí va ser un conegut apologista de l'època de la Patrística, durant la qual es van organitzar els llibres del Nou Testament.